# Achilleas Poungouras
Achilleas Poungouras (Salónica, 13 de diciembre de 1995) es un futbolista griego que juega de defensa en el Sivasspor de la Superliga de Turquía.

## Selección nacional
Poungouras fue internacional sub-18, sub-19 y sub-21 con la selección de fútbol de Grecia.

## Clubes
| Club                 | País    | Año       |
| -------------------- | ------- | --------- |
| PAOK de Salónica     | Grecia  | 2014-2018 |
| Veria F. C. (cedido) | Grecia  | 2015-2016 |
| Arka Gdynia (cedido) | Polonia | 2018      |
| Panathinaikos        | Grecia  | 2018-2023 |
| Sivasspor            | Turquía | 2023-     |

## Palmarés

### Títulos nacionales
| Título         | Club             | País   | Año  |
| -------------- | ---------------- | ------ | ---- |
| Copa de Grecia | PAOK de Salónica | Grecia | 2017 |
| Copa de Grecia | PAOK de Salónica | Grecia | 2018 |
| Copa de Grecia | Panathinaikos    | Grecia | 2022 |